# 여의서로
여의서로(汝矣西路)는 서울특별시 영등포구 여의도동 여의도의 제방 안쪽중 여의대로 서쪽을 달리는 도로이다. 본래 여의도에 방죽을 쌓아 '윤중제'라고 이름을 붙이고, 길이름으로 삼았는데, '윤중제' 길이 1984년 11월 7일 여의서로(3,200m)와 여의동로(3,800m)로 나뉘었다. 한국방송공사, 대한민국 국회 등이 있다. 국회대로, 은행로, 여의공원로와 만난다.
벚꽃으로 유명한 윤중로가 이 도로의 일부분에 속해있다.

## 주요 경유지
(기점) 마포대교 교차로 - 서강대교남단 교차로 - 국회의사당 - 의원회원 앞 교차로 - 한국방송공사(KBS) 교차로 - 서울교 교차로 (종점)

## 사진

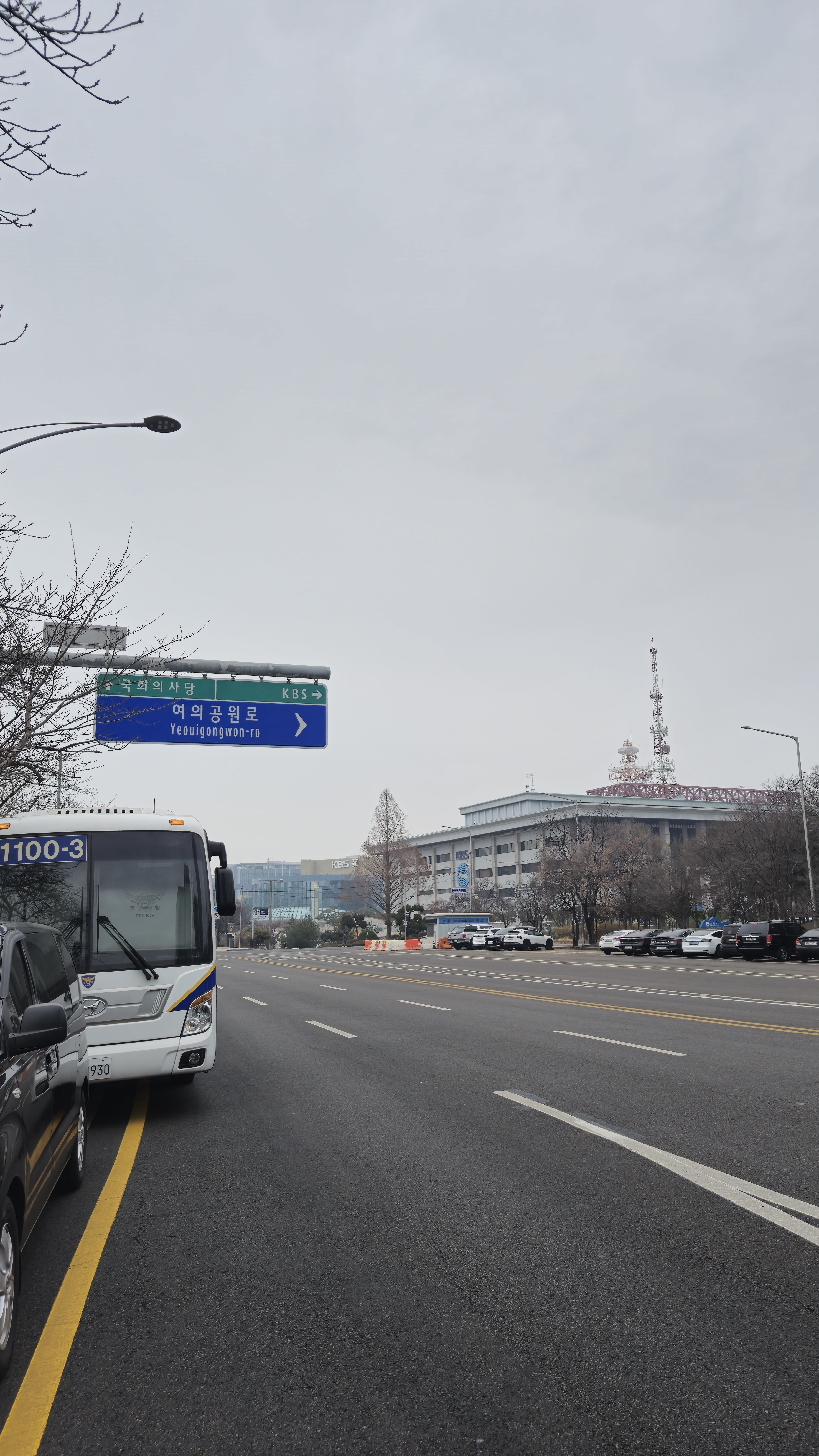
여의서로(KBS아트홀, 한국방송공사 측면)
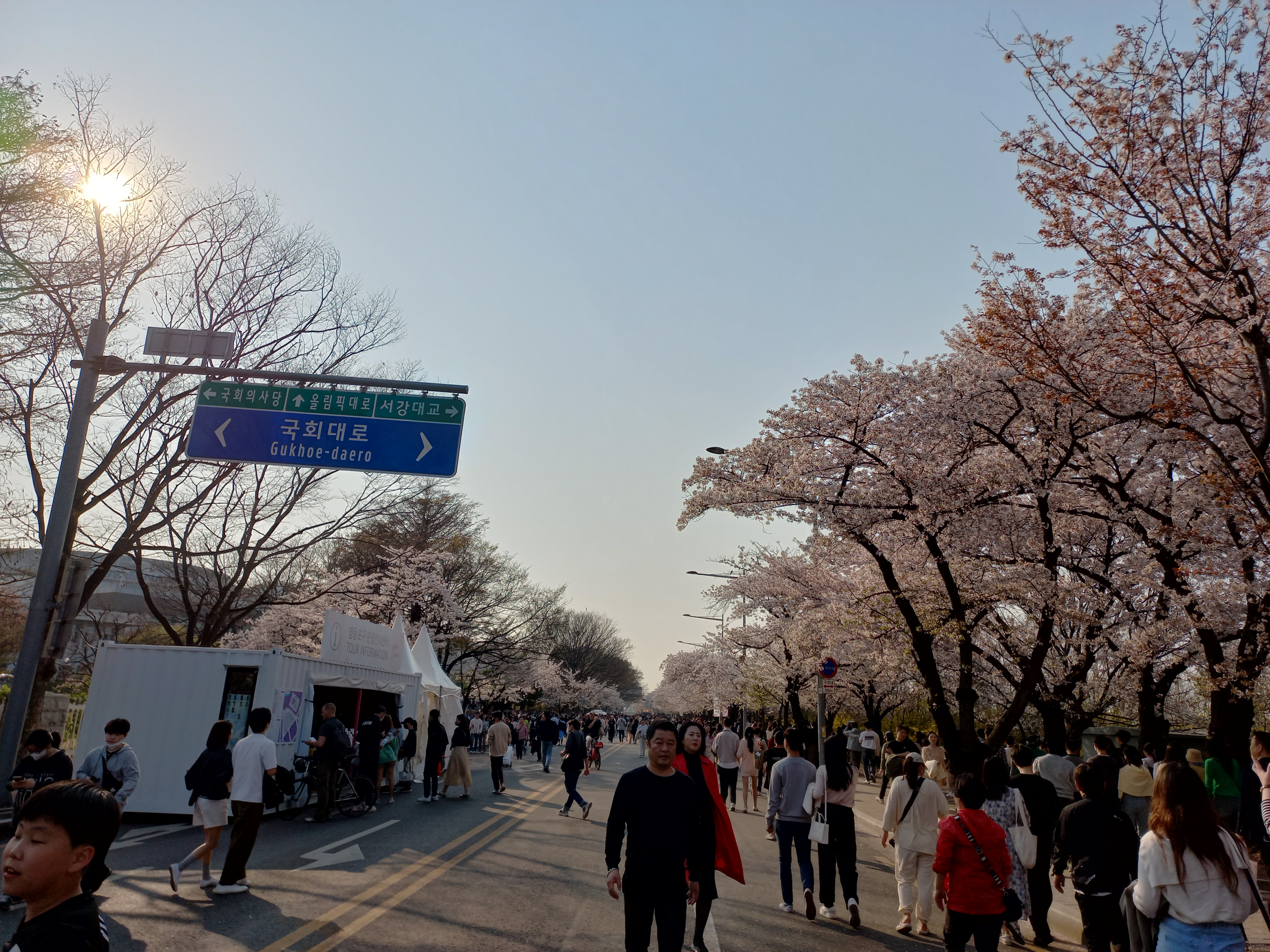
2023년 4월 2일
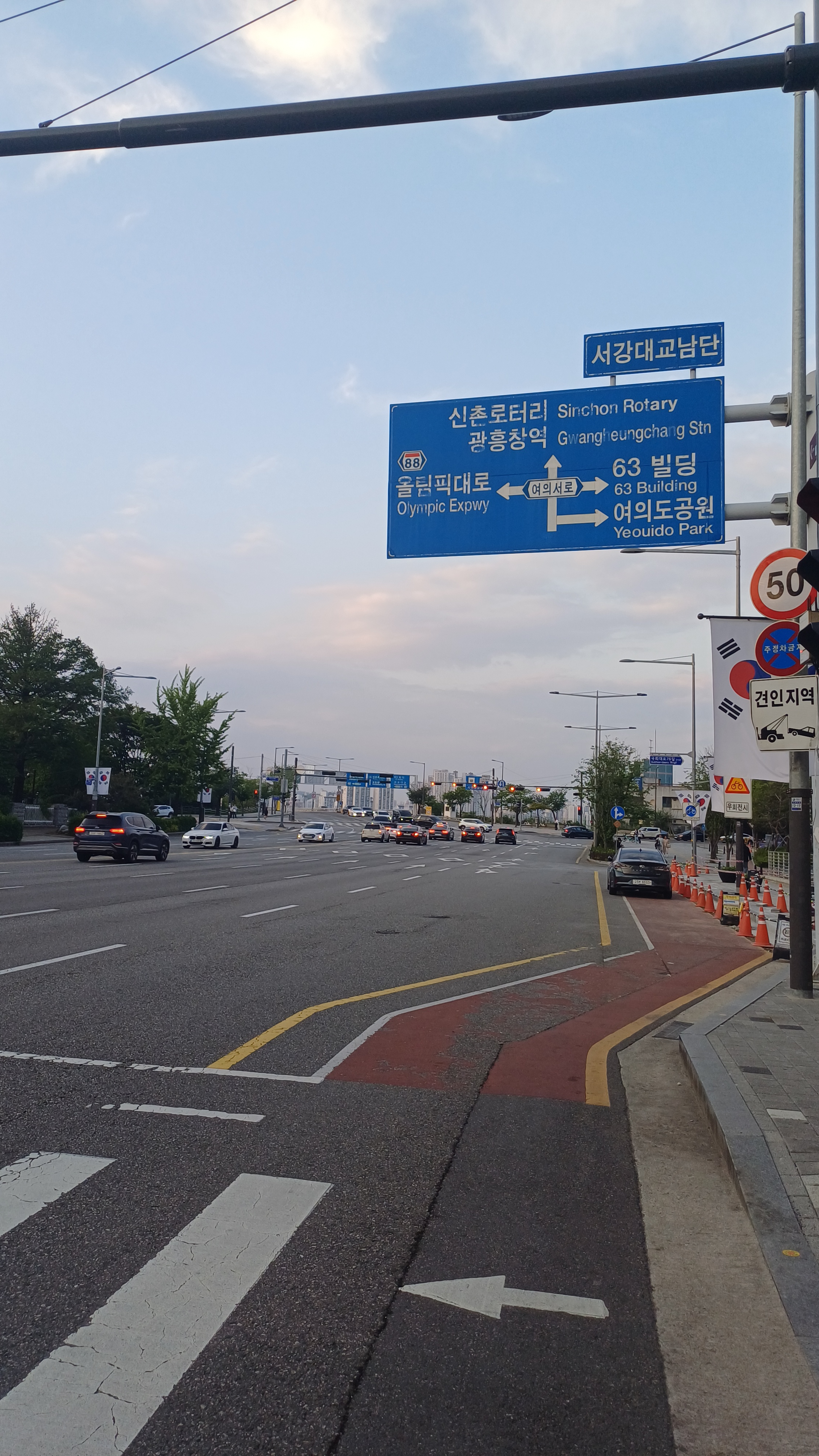
2025년 5월 11일